# Scotland Act 1978
Lo Scotland Act 1978 è stato un atto del Parlamento del Regno Unito destinato a istituire un'Assemblea scozzese come legislatura devoluta per la Scozia. In un referendum svoltosi l'anno successivo, la legge non riuscì a ottenere il necessario livello di approvazione richiesto da una modifica e non fu mai attuata.

## Sfondo
Dopo la rivoluzionaria vittoria di Winnie Ewing per il Partito Nazionale Scozzese nelle elezioni elettorali di Hamilton del 1967, il governo del Regno Unito rispose al crescente sostegno all'indipendenza scozzese istituendo la Commissione reale sulla Costituzione, meglio conosciuta come Kilbrandon Commission (1969-1973).
In risposta al rapporto della Royal Commission, il governo laburista di James Callaghan ha presentato proposte per istituire un'Assemblea scozzese. Nel novembre 1977 fu presentato un disegno di legge scozzese che prevedeva l'istituzione di un'assemblea scozzese; ricevette il Royal Assent il 31 luglio 1978.

## La proposta di un'Assemblea scozzese
Se fosse entrato in vigore lo Scotland Act 1978, avrebbe creato un'Assemblea scozzese con poteri legislativi molto limitati. Ci sarebbe stato un esecutivo scozzese guidato da un "Primo Segretario", che assumeva alcune funzioni del Segretario di Stato per la Scozia. Furono due i possibili contendenti per il posto di Primo Segretario, il reverendo Geoff Shaw, capo del Consiglio regionale di Strathclyde e il professor John P Mackintosh - ma entrambi morirono nel 1978.
I membri dell'Assemblea sarebbero stati eletti dal sistema "first-past-the-post". L'Assemblea scozzese avrebbe avuto il potere di introdurre una legislazione primaria, nota come "Misure" (piuttosto che Atti) all'interno di aree di competenza definite.
Le riunioni dell'Assemblea scozzese si sarebbero tenute alla Old Royal High School di Regent Road, Edimburgo; l'ex sala della scuola è stata adattata per essere utilizzata dall'Assemblea scozzese, compresa l'installazione di microfoni e nuove poltrone in pelle verde oliva.
Sarebbero stati creati anche altri nuovi uffici, come un Controllore e un revisore generale per la Scozia.

## Referendum e abrogazione
Lo Scotland Act prevedeva l'obbligo di un referendum "post legislativo" che si sarebbe tenuto in Scozia per approvare l'entrata in vigore della legge. Durante il suo passaggio attraverso il Parlamento, un emendamento introdotto da George Cunningham (uno scozzese che rappresentava un seggio inglese) ha aggiunto un ulteriore requisito secondo cui l'approvazione al referendum sarebbe stata del 40% dell'elettorato totale registrato in Scozia, piuttosto che a maggioranza semplice.
Il referendum si è tenuto il 1º marzo 1979. Un totale di 1 230 937 (51,6%) ha votato al referendum in favore di un'Assemblea, una maggioranza ristretta di circa 77 400 rispetto a coloro che hanno votato contro. Tuttavia, questo totale rappresentava solo il 32,9% dell'elettorato registrato nel suo insieme. Il governo laburista ha accettato il fatto che i requisiti della legge non erano stati soddisfacenti e che la deconcentrazione non sarebbe stata introdotta per la Scozia.
Secondo i termini della legge, è stato quindi abrogato da uno strumento statutario che doveva essere approvato dal Parlamento. Il Partito Nazionale Scozzese ha successivamente votato contro il governo con un voto di sfiducia che ha portato alle dimissioni del governo di Callaghan e sono state convocate le elezioni. Il voto per approvare l'insutrument statutario che abroga la legge non si tenne fino al 20 giugno 1979, quando un governo conservatore era salito al potere sotto Margaret Thatcher. L'ordinanza in consiglio è stata successivamente presa il 26 luglio 1979.

## Proscrizione
Nel 1998 è stata approvata una nuova legge scozzese (Scotland Act 1998), che ha portato alla creazione di un parlamento scozzese. Una differenza fondamentale tra i due Atti è che in base alla legislazione del 1978 un numero molto limitato di poteri specifici sarebbe stato devoluto alla Scozia, mentre con la legislazione del 1998 sono i poteri riservati a Westminster ad essere specificamente limitati; tutto ciò che non è menzionato nella legge del 1998 è automaticamente di competenza del parlamento scozzese.